# Dissezione del collo
La dissezione del collo (neck dissection) è una procedura chirurgica cui si fa ricorso nell'ambito della gestione delle metastasi linfonodali insorte nella regione del collo.

## Principî generali

### Origine e comportamento delle metastasi del collo
Le metastasi ai linfonodi del collo originano prevalentemente da carcinomi squamocellulari e carcinomi a cellule di Merkel nati nei tessuti limitrofi della testa e dello stesso collo. Nello specifico, le neoplasie che più frequentemente danno metastasi linfonodali del collo sono quelle della cavità orale, della lingua, del nasofaringe-orofaringe-ipofaringe, della laringe, della tiroide, della parotide e della cute della regione occipitale.
È forte l'evidenza che la presenza di metastasi linfonodali in questa sede riduce significativamente la sopravvivenza del paziente affetto da tumore, rappresentando questa evenienza la discriminante principale per la diffusione della malattia. Sulla base di questo presupposto, il procedimento di dissezione del collo atto a rimuovere le stazioni linfonodali è intuibilmente giustificato: in questo modo, infatti, si può scongiurare la possibile ed ulteriore diffusione sistemica a partire dai linfonodi, nel caso in cui essi fossero abitati da metastasi.

### Organizzazione linfatica del collo
I linfonodi in una determinata regione anatomica sono numerosi e variamente dislocati: è, dunque, prassi comune considerarli in gruppi. Nella fattispecie, quando ci si riferisce ai livelli linfonodali del collo si prende in considerazione la più diffusa schematizzazione topografica del drenaggio linfatico del collo, proposta dal Memorial Sloan-Kettering Cancer Center. Essa prevede la suddivisione dei gruppi linfonodali in sei "livelli" principali (indicati con numeri romani crescenti in senso cefalo-caudale), con alcuni "sottolivelli".
I linfonodi così distribuiti nei diversi "livelli", non possono prescindere dalle strutture circostanti, cui sono intimamente connessi ed embricati. Ecco che, dunque, la dissezione del collo assume le caratteristiche di una resezione en-bloc di tutti i tessuti molli della regione, i quali includeranno anche i linfonodi del distretto in questione, a seconda del "livello" di estensione desiderato; da ciò si evince che la neck dissection interesserà tutto il piano sottostante la lamina superficiale della fascia cervicale (lamina superficialis fasciae cervicalis). Strutture importanti di questo distretto - a parte l'arteria carotide, il nervo frenico, etc., che solitamente vengono risparmiati durante la procedura, pure in caso di "micrometastasi" a loro carico - sono la vena giugulare interna, il muscolo sternocleidomastoideo e il nervo accessorio (XI).

## Classificazione delle dissezioni del collo
Lo schema di riferimento è quello proposto nel 2001 dalla American Head and Neck Society (AHNS) e dalla American Academy of Otolaryngology-Head and Neck Surgery (AAO-HNS).

### Radical Neck Dissection (RND)
È la dissezione radicale del collo. Prevede l'exeresi di tutti i linfonodi cervicali compresi nei livelli I-V, con rimozione del nervo accessorio spinale (NAS, o SAN secondo l'acronimo inglese), del muscolo sternocleidomastoideo (SCM), della vena giugulare interna (VGI, o IJV), della ghiandola salivare sottomandibolare e di parte della ghiandola parotide. Non è prevista la rimozione dei linfonodi suboccipitali e periparotidei (ad eccezione di quelli infraparotidei situati nel versante posteriore del triangolo sottomandibolare), di quelli buccali, retrofaringei né di quelli paratracheali.

### Modified Radical Neck Dissection (MRND)
È la dissezione radicale del collo modificata. Simile alla RND, risparmia una o più strutture non-linfatiche (SAN, SCM o IJV). Questa procedura riduce il dolore post-operatorio e la disfunzione di spalla, assicurando – in aggiunta – un miglior risultato estetico. Secondo Medina, riconosciamo tre tipi di MRND:
- MRND I: è risparmiato il nervo accessorio spinale.
- MRND II: preservazione di SAN e IJV.
- MRND III: preservazione di SAN, IJV e SCM. Quest'ultimo tipo è anche definito col termine di “functional neck dissection” (secondo Ettore Bocca)[3]: è l'intervento più utilizzato in Europa, e rappresenta il paradigma aureo per neoplasie N0 (Classificazione TNM).

### Selective Neck Dissection (SND)
È la dissezione selettiva del collo. Consta di una linfadenectomia cervicale con risparmio di uno o più gruppi linfonodali normalmente asportati secondo la RND. Riconosciamo quattro tipi principali di SND:
- SND sopraomoidea: la resezione interessa i linfonodi dei livelli I, II e III [ossia, SND (I-III)]. Si estende posteriormente fino alle branche cutanee del plesso cervicale e al bordo posteriore dello SCM; inferiormente, la dissezione si arresterà al ventre superiore del muscolo omoioideo, laddove questo incrocia la IJV. Trova indicazione per i carcinomi della cavità orale;
- SND posterolaterale: SND (II-IV), con l'aggiunta dei linfonodi del livello V, di quelli sottocipitali e retroauricolari. È particolarmente adatta per il trattamento di metastasi linfonodali da neoplasie cutanee maligne;
- SND laterale: SND (I-IV)
- SND anteriore: rimozione delle strutture viscerali del versante anteriore del collo (livello VI).

### Extended Radical Neck Dissection
Ossia, dissezione radicale estesa del collo. Prevede la rimozione di una o più stazioni linfonodali e/o strutture non-linfatiche non comprese nei limiti della RND (ad esempio: linfonodi parafaringei, mediastinici superiori, paratracheali). È, per esempio, indicata in caso di infiltrazione neoplastica carotidea.

## Breve cronistoria delle dissezioni del collo
- 1880 - Kocher introduce il concetto di asportazione delle metastasi linfonodali;
- 1888 - Jawdynski descrive la resezione en bloc, comprendente arteria carotide, vena giugulare interna e muscolo sternocleidomastoideo;
- 1906 - George W. Crile descrive la dissezione radicale del collo (RND);
- 1933 e 1941 – Blair and Martin contribuiscono alla diffusione della RND;
- 1953 - Pietrantoni introduce la tecnica di risparmio del nervo accessorio spinale;
- 1957 - Hayes Martin descrive l'uso routinario della RND nel trattamento delle metastasi del collo;
- 1967 - Ettore Bocca descrive la functional neck dissection;
- 1975 - Bocca dimostra la validità oncologica della FND rispetto alla RND;
- 1989, 1991, and 1994 – Medina, Robbins e Byers propongono le classificazioni degli svuotamenti del collo. Ampliamento continuo delle tecniche di neck dissection.